# チューオースーパー

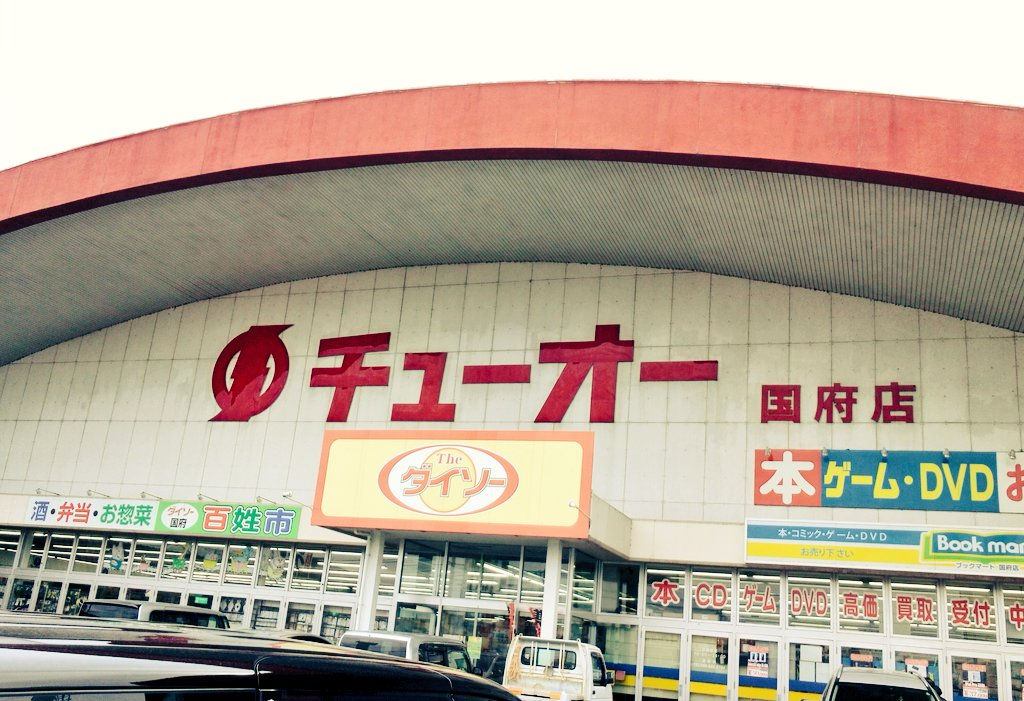
チューオー国府店

株式会社チューオースーパーは、徳島県徳島市国府町南岩延に本社を置く小売業者である。

## 概要
かつてはスーパーマーケットとしての事業が主体であったが、現在では100円ショップチェーンのザ・ダイソーと連携して、ダイソーの運営を全般的に行っている。
また現在の店舗では「百姓市」が開かれ野菜等が売り出されている。各店舗には「うちのペット」や「ブックマート」、「小僧寿し」等のチェーン店が入店している。

## 店舗
現在の店舗
- 国府店（徳島市国府町南岩延899-1）
- 二軒屋店（徳島市富田橋7丁目22-1）

かつて存在した店舗
- 佐古店（徳島市佐古3-6-18[1]、1958年（昭和33年）10月16日開店[1] - ?閉店）
売場面積689m2[1]。
- 蔵本店（徳島市蔵本町2-5[1]、1965年（昭和40年）12月21日開店[1] - ?閉店）
売場面積1,188m2[1]。
- 田宮店（徳島市南田宮2丁目1-71）[要出典]
- 石井店（）[要出典]